# Lubelski Klub Przyjaciół Siatkówki 2021-2022
Questa voce raccoglie le informazioni riguardanti il Lubelski Klub Przyjaciół Siatkówki nelle competizioni ufficiali della stagione 2021-2022.

## Organigramma societario
Area direttiva
- Presidente: Krzysztof Skubiszewski
- Vicepresidente: Maciej Krzaczek
- Team manager: Rafał Michna

Area tecnica
- Allenatore: Dariusz Daszkiewicz
- Allenatore in seconda: Maciej Kołodziejczyk
- Assistente allenatore: Grzegorz Kowalczyk

Area comunicazione
- Media: Anna Sobka

Area marketing
- Responsabile marketing: Tomasz Kijak

## Rosa
| N° | Nome                | Ruolo | Data di nascita  | Nazionalità sportiva |
| -- | ------------------- | ----- | ---------------- | -------------------- |
| 1  | Jan Nowakowski      | C     | 17 maggio 1994   | Polonia              |
| 5  | Jakub Strulak       | C     | 12 maggio 2001   | Polonia              |
| 7  | Jakub Wachnik       | S     | 16 febbraio 1993 | Polonia              |
| 8  | Milan Katić         | S     | 22 ottobre 1993  | Serbia               |
| 9  | Bartosz Filipiak    | O     | 27 febbraio 1994 | Polonia              |
| 10 | Szymon Romać        | O     | 1º ottobre 1992  | Polonia              |
| 11 | Wojciech Sobala     | C     | 12 maggio 1988   | Polonia              |
| 13 | Mateusz Jóźwik      | S     | 30 maggio 1996   | Polonia              |
| 14 | Grzegorz Pająk      | P     | 1º gennaio 1987  | Polonia              |
| 16 | Konrad Stajer       | C     | 30 maggio 1994   | Polonia              |
| 17 | Szymon Gregorowicz  | L     | 7 marzo 1994     | Polonia              |
| 18 | Szymon Bereza       | P     | 7 aprile 1998    | Polonia              |
| 21 | Dustin Watten       | L     | 27 ottobre 1986  | Stati Uniti          |
| 42 | Igor Gniecki        | P     | 16 aprile 2002   | Polonia              |
| 90 | Wojciech Włodarczyk | S     | 28 ottobre 1990  | Polonia              |
| 92 | Jakub Peszko        | S     | 1º aprile 1992   | Polonia              |